# Florian Kringe
Florian Kringe (Siegen, Alemania, 18 de agosto de 1982), exfutbolista alemán. Su posición habitual fue volante y su último equipo fue el St. Pauli de la 2. Bundesliga de Alemania.

## Selección nacional
Ha sido internacional con la Selección de fútbol de Alemania Sub-21.

## Clubes
| Club              | País     | Año         |
| ----------------- | -------- | ----------- |
| Borussia Dortmund | Alemania | 2001 - 2009 |
| Hertha BSC        | Alemania | 2009 - 2010 |
| Borussia Dortmund | Alemania | 2010 - 2012 |
| FC St. Pauli      | Alemania | 2012 -      |

## Palmarés

### Campeonatos nacionales
| Título                 | Club              | País     | Año     |
| ---------------------- | ----------------- | -------- | ------- |
| Bundesliga de Alemania | Borussia Dortmund | Alemania | 2001/02 |
| Bundesliga de Alemania | Borussia Dortmund | Alemania | 2010/11 |
| Bundesliga de Alemania | Borussia Dortmund | Alemania | 2011/12 |
| Copa de Alemania       | Borussia Dortmund | Alemania | 2011/12 |

- Datos: Q315641
- Multimedia: Florian Kringe / Q315641